# 荻灰馆琴谱
《荻灰館琴譜》，古琴譜，清咸豐三年，歐陽書唐著。

## 琴譜介紹
全書無序跋。原認爲“原本不具鈔譜者姓名，亦不具年月，祗能大致估視鈔於清咸豐三年以後的川派”。現從殘存“轉絃歌”前頁音樂的墨痕可以看出：在“荻灰館琴譜”書名標題之下，明確寫有“晉江歐陽文書唐氏甫著”的題款和“凡例”等屬於目錄的內容，故可認定該譜確實清代川派琴家張孔山的弟子歐陽書堂的譜集。
全書殘存的轉絃歌，琴面、背兩圖及左右手指圖，指法一百零四則，另“上古指法”五十七則，其次即爲〈高山〉、〈流水〉、〈山中憶故人〉、〈普庵咒〉、〈平沙落雁〉、〈搔首問天〉、〈鳳求凰〉、〈孔子讀易〉、〈莊周夢蝶〉、〈幽蘭〉、〈漁樵問答〉、〈醉漁唱晚〉、〈良宵引〉等十三曲。其中《流水》一曲係張孔山加滾拂的改編本，但與《天聞閣琴譜》、《百瓶齋琴譜》、《琴學叢書》、《枕經葄史山房襍抄》等俱不甚同。其餘《憶故人》、《孔子讀易》等曲，亦有“書唐氏”後記。其中《憶故人》與現今廣爲流傳的《今虞琴刊》所載彭氏理琴軒本有極大差異。